# Beijerinck (månekrater)
Beijerinck er et nedslagskrater på Månen. Det ligger på Månens bagside og er opkaldt efter den hollandske mikrobiolog Martinus W. Beijerinck (1851-1931).
Navnet blev officielt tildelt af den Internationale Astronomiske Union (IAU) i 1970.
Krateret observeredes første gang i 1965 af den sovjetiske rumsonde Zond 3.

## Omgivelser
Beijerinck ligger syd for det større Chaplyginkrater og nordøst for den enorme bjergomgivne slette Gagarin.

## Karakteristika
Den ydre rand af dette krater er stærkt nedslidt og eroderet af senere meteornedslag, især i den sydlige halvdel, hvor der ligger adskille små og mindre kratere langs randen. Den indre kraterbund er i modsætning hertil ret jævn og uden særlige nedslag. Der findes en lille, vinklet central top nær bundens midte.

## Satellitkratere
De kratere, som kaldes satellitter, er små kratere beliggende i eller nær hovedkrateret. Deres dannelse er sædvanligvis sket uafhængigt af dette, men de får samme navn som hovedkrateret med tilføjelse af et stort bogstav. På kort over Månen er det en konvention at identificere dem ved at placere dette bogstav på den side af satellitkraterets midte, som ligger nærmest hovedkrateret. Beijerinckkrateret har følgende satellitkratere:
| Beijerinck | Længde  | Bredde   | Diameter |
| ---------- | ------- | -------- | -------- |
| C          | 11,0° S | 153,7° E | 20 km    |
| D          | 12,8° S | 153,1° E | 14 km    |
| H          | 14,2° S | 153,3° E | 16 km    |
| J          | 14,8° S | 153,7° E | 40 km    |
| R          | 14,7° S | 149,2° E | 28 km    |
| S          | 14,2° S | 147,2° E | 27 km    |
| U          | 12,4° S | 149,0° E | 18 km    |
| V          | 12,7° S | 150,1° E | 42 km    |

## Måneatlas
- Billeder af Beijerinckkrateret i LPI-måneatlasset